# 牡牛座 レーニンの肖像
『牡牛座 レーニンの肖像』（Телец）は、アレクサンドル・ソクーロフ監督による2001年のロシアの映画である。ウラジーミル・レーニンの晩年を描いた作品であり、『モレク神』（1999年）に続いて発表された、ソクーロフ監督の『権力者』4部作の2作目である。
第54回カンヌ国際映画祭ではコンペティション部門で上映された。

## ストーリー
ウラジーミル・レーニン暗殺未遂事件から4年後の1922年。52歳となり、モスクワ郊外のゴールキ村で療養していたレーニンのある1日を描く。

## キャスト
- レオニード・モズゴヴォイ - レーニン
- マリヤ・クズネツォーワ - クルプスカヤ
- ナターリヤ・ニクレンコ - マリーヤ
- レフ・エリセーエフ - 医師
- セルゲイ・ラジューク - スターリン